# Corvus nasicus
Il corvo di Cuba o cornacchia di Cuba (Corvus nasicus Temminck, 1826) è un uccello passeriforme della famiglia Corvidae.

## Etimologia
Il nome scientifico della specie, nasicus, deriva dal latino e significa "dal naso lungo e sottile", in riferimento alla conformazione del becco.

## Descrizione

### Dimensioni
Misura 40-42 cm di lunghezza, per 330-510 g di peso.

### Aspetto

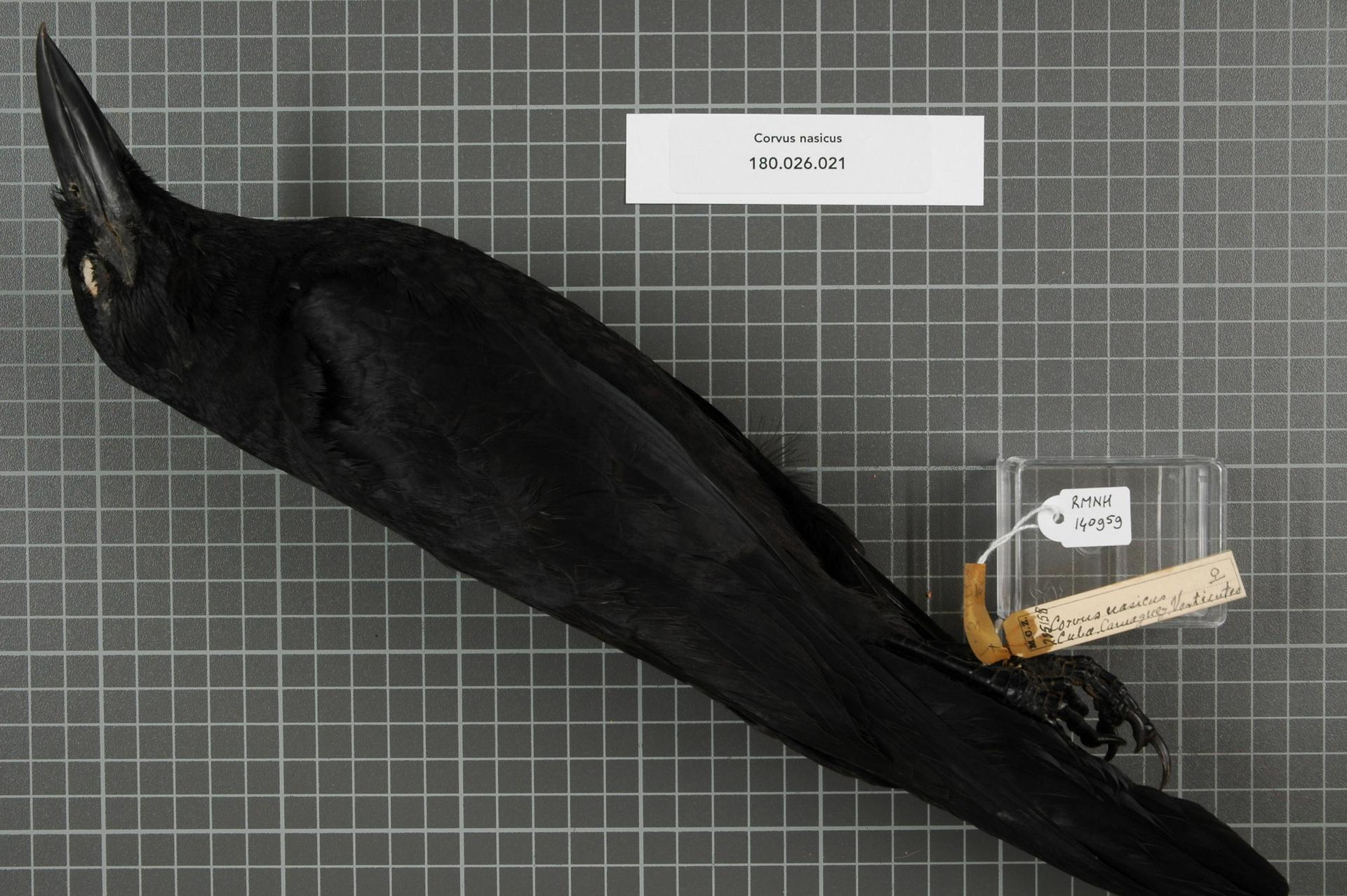
Veduta laterale di esemplare impagliato.

Si tratta di uccelli dall'aspetto robusto e slanciato, muniti di testa ovale e allungata, becco lungo, conico e lievemente ricurvo verso il basso, munito di narici visibili (nella maggior parte delle altre specie di corvo sono nascoste dalle vibrisse, presenti anche nella presente specie sebbene piuttosto rade) collo robusto, ali larghe e digitate, zampe lunghe e forti e coda di media lunghezza e dall'estremità squadrata.
Il piumaggio si presenta interamente di colore nero lucido, con presenza di sfumature metalliche bluastre su testa, petto, ventre, ali e coda.

I due sessi sono del tutto simili nella colorazione.
Il becco e le zampe sono di colore nero: gli occhi sono invece di colore bruno scuro.

## Biologia
Si tratta di uccelli dalle abitudini di vita diurne e moderatamente sociali, che passano la maggior parte della giornata alla ricerca di cibo al suolo da soli, in coppie o in gruppetti, salvo poi ritirarsi fra i rami degli alberi nel tardo pomeriggio, per poter passare la notte al riparo dalle intemperie e da eventuali predatori.
Il richiamo della cornacchia di Cuba è acuto e musicale, piuttosto diverso dagli aspri gracchi tipici dei corvi propriamente detti: questi uccelli sono molto vocali e si tengono in contatto sonoro quasi continuo, emettendo i richiami vocali a gruppi di quattro, oltre ad altri versi cicaleggianti simili a quelli dell'affine corvo giamaicano.

### Alimentazione
La cornacchia di Cuba è un uccello onnivoro, che si ciba in maniera opportunistica un po' di tutto ciò che riesce a reperire durante la ricerca del cibo: questi uccelli si nutrono principalmente al suolo, nutrendosi di bacche, frutta caduta, semi, granaglie, insetti, invertebrati, larve e piccoli vertebrati.

### Riproduzione
Si tratta di uccelli monogami, la cui stagione riproduttiva si estende da marzo a luglio: le coppie collaborano nella costruzione del nido (una struttura allargata a coppa costruita su un albero o una palma intrecciando rametti e fibre vegetali, foderando l'interno con materiale più soffice) e nell'allevamento della prole, mentre la cova viene portata avanti esclusivamente dalla femmina (che viene però frattanto imbeccata e protetta dal maschio, il quale non sia llontana mai dal nido per molto tempo).

## Distribuzione e habitat

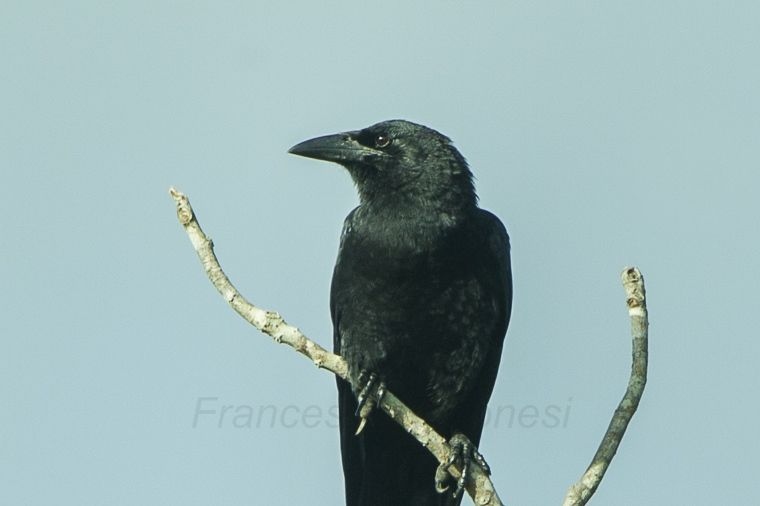
Esemplare nel parco nazionale della Ciénaga de Zapata.

Come intuibile dal nome comune, la cornacchia di Cuba è endemica di Cuba, della quale la specie popola con areale disgiunto la costa meridionale del nord-ovest, la costa meridionale, la punta sud-orientale e il centro-nord: questi uccelli sono inoltre diffusi sull'isola della Gioventù e su alcune altre isole minori circonvicine (come ad esempio Cayo Coco), oltre che alle Turks e Caicos.
L'habitat della cornacchia di Cuba è costituito dalle aree boschive e di foresta con presenza di radure o aree aperte più o meno estese: questi uccelli colonizzano anche le aree antropizzate, pur non abbandonando il loro legame con la vegetazione arborea ed essendo osservabili solo in corrispondenza di piantagioni, viali alberati, parchi e giardini.